# نيو بردول (باكينجهامشير)
نيو بردول (بالإنجليزية: New Bradwell)‏ هي قرية وأبرشية مدنية تقع في المملكة المتحدة في إنجلترا. يقدر عدد سكانها بـ 3,109 نسمة .